# Geert Adriaans Boomgaard
Geert Adriaans Boomgaard (21 tháng 9 năm 1788 - 3 tháng 2 năm 1899), là người đầu tiên trên thế giới được các nhà nhân khẩu học xác nhận là người sống siêu thọ. Tuy nhiên, một số người lại coi ông là người sống thọ thứ hai được công nhận, trước đó có trường hợp ông Thomas Peters (1745–1857), đồng hương của ông, được Sách Kỷ lục Guinness công nhận vào những năm đầu thập niên 1990.
Ngoài ra, với việc từng phục vụ trong đội quân La Grande Armée của Napoléon Bonaparte, ông được biết đến như là vị cựu binh sống lâu nhất từ trước đến nay trong nhiều thập kỷ qua.

## Cuộc đời
Rất ít điều được biết đến về đời thường của Geert Adriaans Boomgaard. Ông sinh ra tại Groningen, Hà Lan, nơi mà ông cũng nhắm mắt xuôi tay. Cha ông là một thuyền trưởng trên một con tàu và các thông tin trong tập hồ sơ dân sự nói rằng ông làm những công việc giống như cha mình. Một vài nguồn khác lại đề cập đến việc ông tham gia vào Trung đoàn Khinh bộ binh thứ 33 của La Grande Armée.
Ông kết hôn với bà Stijntje Bus vào ngày 4 tháng 3 năm 1818, ba năm sau khi cuộc chiến tranh Napoléon kết thúc. Và tái hôn sau cái chết của người vợ mình vào ngày 17 tháng 3 năm 1831 với bà Grietje Abels Jonker.
Ông mất khi ở tuổi 110 và 135 ngày.

## Bằng chứng
Ba bài báo nghiên cứu về Boomgaard của E.J. Heeres trong tờ Gruoninga dã được xuất bản trong các năm 1976, năm 1977 và 1978. Trang web http://www.stehelene.org, được dành riêng cho việc thu thập lại các tài liệu lưu trữ bị mất về những người đã nhận huy chương Médaille de Sainte-Hélène từ Hoàng đế Napoléon III dành cho những cá nhân đã chiến đấu trong hàng ngũ quân đội Pháp giai đoạn 1792-1815 vào năm 1857, cho thấy bức ảnh của ông, và bản thân ông huy chương cùng với huy chương Sainte-Hélène, và một chứng chỉ cho thấy rằng "Adriaans, Gerrit, à Groningue, Pays-Bas, đã nhận được huy chương này" đại diện cho những hoạt động quân sự hoạt động của mình dưới thời Napoléon I. Giấy chứng nhận được đăng ký tại la Grande Chancellerie số 1871, và có chữ ký đóng dấu Duc de Plaisance Général Anne-Charles Lebrun, Grand Chancelier (1853-1859).
Giấy chứng tử của Boomgaard xác nhận rằng ông đã sống đến 110 tuổi.